# Vanessa Grimm
Vanessa Grimm (* 22. April 1997 in Hann. Münden, Niedersachsen) ist eine deutsche Leichtathletin, die sich auf den Mehrkampf spezialisiert hat. Gelegentlich geht sie auch bei Einzeldisziplinen an den Start.

## Berufsleben
Grimm machte ihr Abitur an der Albert-Schweitzer-Schule in Hofgeismar. Nach einer Zeit als Polizeikommissaranwärterin ist sie seit Januar 2020 ausgebildete Polizeikommissarin und Teil einer Sportfördergruppe der hessischen Polizei.

## Sportliche Laufbahn
Vanessa Grimm ging als Schülerin und Jugendliche bei einer Vielzahl von Disziplinen an den Start, in denen sie in den verschiedenen Altersklassen auf regionaler und überregionaler Ebene zahlreiche Rekorde aufstellte und Meistertitel errang.
2013 stellte sie bei den Hessischen Mehrkampfmeisterschaften in Darmstadt drei neue Kreisrekorde auf und qualifizierte sich mit 4760 Punkten im Siebenkampf für die bundesweiten Deutschen Jugendmehrkampfmeisterschaften in Bernhausen, wo sie in der U18-Klasse mit 5087 Punkten auf den 10. Platz kam.
2014 erreichte Grimm in Bernhausen mit 5064 Punkten bei den Deutschen Jugendmehrkampfmeisterschaften den 6. Platz in der U18.
2015, nun U20, holte sie sich einen Podiumsplatz. Obwohl sie gleich bei der ersten Disziplin in eine Hürde trat, erkämpfte sich Grimm bei den Deutschen Jugendmehrkampfmeisterschaften in Heidenheim mit 5245 Punkten die Bronzemedaille.
2016 begann sie das Jahr in Hamburg als Deutsche U20-Hallenmehrkampfvizemeisterin im Fünfkampf mit 3685 Punkten und wurde in Kienbaum im Siebenkampf mit 5538 Punkten Deutsche U20-Mehrkampfmeisterin.
2017 erkämpfte sich Grimm, nun nicht mehr U20, gleich zu Jahresbeginn das erste Edelmetall bei den Aktiven. Mit 3941 Punkten holte sie im Fünfkampf Bronze bei den Deutschen Hallenmehrkampfmeisterschaften in Hamburg. Eine weitere Bronzemedaille folgte im Siebenkampf mit 5300 Punkten in der U23-Klasse bei den Deutschen Mehrkampfmeisterschaften in Kienbaum. Grimm ging auch beim Mehrkampf-Meeting in Ratingen an den Start und belegte mit 5694 Punkten den 5. Platz.
2018 gab es keine Gelegenheit, sich bei den Deutschen Hallenmehrkampfmeisterschaften zu beweisen, da sich kein Ausrichter für die Wettkämpfe gefunden hatte. In Wesel wurde Grimm in der U23 mit 5583 Punkten Deutsche Mehrkampfvizemeisterin im Siebenkampf. Beim Mehrkampf-Meeting in Ratingen belegte sie mit 5791 Punkten den 10. Platz. und erreichte beim Thorpe Cup in Knoxville (Tennessee) Platz acht.
2019 konnte sie in Halle an der Saale bei den Deutschen Hallenmehrkampfmeisterschaften nicht punkten, erreichte dafür beim Hallenmehrkampfmeeting in Tallinn (Estland) am 3. Februar das Podium, als sie mit 4023 Punkten Bronze holte. In der Freiluftsaison trat Grimm bei den U23-Europameisterschaften in Gävle (Schweden) an und kam mit 5649 Punkten auf den 10. Platz. Anschließend wurde sie in Bietigheim-Bissingen mit 5738 Punkten Deutsche U23-Mehrkampfmeisterin und kam beim Thorpe Cup in Bernhausen auf den 4. Platz.
2020 war Grimm, bevor sie sich Anfang Februar in Leverkusen mit 4263 Punkten den Titel bei den Deutschen Hallenmehrkampfmeisterschaften holte, Mitte Januar beim X-athletics-Mehrkampfmeeting in Aubière (Frankreich) an den Start gegangen und mit 4242 Punkten Zweite geworden. In der wegen der COVID-19-Pandemie verspätet gestarteten Freiluftsaison kam sie in Vaterstetten mit 6047 Punkten bei den Deutschen Mehrkampfmeisterschaften auf den 3. Platz.
2021 waren wegen der anhaltenden COVID-19-Pandemie die Deutschen Hallenmehrkampfmeisterschaften abgesagt worden. Dafür konnte Grimm sowohl den Einladungswettkampf Fünfkampf in Leverkusen mit neuer Bestmarke von 4285 Punkten gewinnen als auch mit einer weiteren Steigerung um 130 Punkte die Mehrkampfveranstaltung in Frankfurt-Kalbach am 13./14. Februar. Mit diesen 4415 Punkten führte sie am Ende der Hallensaison die DLV-Bestenliste der Frauen im Fünfkampf an. In der Freiluftsaison startete Grimm beim Mehrkampf-Meeting Götzis im Siebenkampf und erreichte mit persönlicher Bestleistung von 6316 Punkten den 5. Platz. Beim Mehrkampf-Meeting in Ratingen belegte sie am 20. Juni als beste deutsche Teilnehmerin mit 6231 Punkten Rang vier und dazu beitrug bei den Olympischen Spielen in Tokio an den Start gehen zu können, wo sie mit 6114 Punkten den 19. Platz erreichte.
2022 steigerte Grimm beim Mehrkampf-Meeting in Götzis ihre persönliche Bestleistung auf 6323 Punkte. Bei einem Testwettkampf in Gelnhausen im Juni zog sie sich beim Speerwurf einen Kreuzbandriss zu und musste die Saison beenden.
Grimm erhielt 2012 die Berufungsurkunde in den D-Kader, die zweithöchste Förderungsstufe des Deutschen Olympischen Sportbundes im Nachwuchsbereich. Später gehörte sie zum B-Kader des Deutschen Leichtathletik-Verbandes (DLV) und war seit der Leistungssportreform 2017/2018 bis zur Saison 2019/2020 im Nachwuchskader. 2020/2021 kam sie in den Perspektivkader.

## Vereinszugehörigkeiten und Trainer
Vanessa Grimm startet seit 2018 für den Königsteiner LV mit Philipp Schlesinger als Trainer und konkurrierte zuvor für die LG Reinhardswald, Stammverein TSG Hofgeismar, wo sie von Mustafa Hallal trainiert worden war.

## Familie
Ihre jüngere Schwester Jessica war Hessenmeisterin im Stabhochsprung, hat aber auch eine Stärke im Hürdensprint und wechselte ebenfalls von der LG Reinhardswald zum Königsteiner LV.

## Bestleistungen
(Stand: 14. September 2022)
Halle
- 60 m: 7,87 s (Frankfurt/M., 21. Januar 2017)
- 800 m: 2:22,57 min (Leverkusen, 2. Februar 2020)
- 60 m Hürden: 8,59 s (Leverkusen, 7. Februar 2021)
- Hochsprung: 1,78 m (Frankfurt/M., 9. April 2022)
- Weitsprung: 6,19 m (Frankfurt/M., 13. Februar 2021)
- Kugelstoßen: 14,75 m (Frankfurt/M., 13. Februar 2021)
- Fünfkampf: 4415 Punkte (Frankfurt/M., 13. Februar 2021)

Freiluft
- 100 m: 12,24 s (+1,4 m/s) (Gladbeck, 19. Mai 2018)
- 200 m: 24,13 s (+1,3 m/s) (Frankfurt/M., 4. Juli 2020)
- 800 m: 2:14,96 min (Ratingen, 20. Juni 2021)
- 100 Meter Hürden: 13,62 s (+1,6 m/s) (Ratingen, 19. Juni 2021)
- Hochsprung: 1,80 m (Götzis, 28. Mai 2022)
- Weitsprung: 6,31 m (−0,1 m/s) (Götzis, 29. Mai 2022)
- Kugelstoßen: 15,04 m (Götzis, 29. Mai 2021)
- Speerwurf: 46,03 m (Gelnhausen, 25. Juni 2022)
- Siebenkampf: 6323 Punkte (Götzis, 29. Mai 2022)

Entwicklung Mehrkampf
| Jahr | Fünfkampf   | Siebenkampf |
| ---- | ----------- | ----------- |
| 2015 | –           | 5245 Punkte |
| 2016 | 3685 Punkte | 5538 Punkte |
| 2017 | 3941 Punkte | 5694 Punkte |
| 2018 | –           | 5791 Punkte |
| 2019 | 4023 Punkte | 5929 Punkte |
| 2020 | 4263 Punkte | 6047 Punkte |
| 2021 | 4415 Punkte | 6316 Punkte |
| 2022 | -           | 6323 Punkte |

## Erfolge
national
- 2013: 10. Platz Deutsche Jugendmehrkampfmeisterschaften U18 (Siebenkampf)
- 2014: 6. Platz Deutsche Jugendmehrkampfmeisterschaften U18 (Siebenkampf)
- 2015: 3. Platz Deutsche Jugendmehrkampfmeisterschaften U20 (Siebenkampf)
- 2016: Deutsche Hallenmehrkampfvizemeisterin U20 (Fünfkampf)
- 2016: Deutsche Jugendmehrkampfmeisterin U20 (Siebenkampf)
- 2017: 3. Platz Deutsche Leichtathletik-Hallenmehrkampfmeisterschaften (Fünfkampf)
- 2017: 3. Platz Deutsche Mehrkampfmeisterschaften U23 (Siebenkampf)
- 2018: Deutsche Mehrkampfvizemeisterin U23 (Siebenkampf)
- 2019: Deutsche Mehrkampfmeisterin U23 (Siebenkampf)
- 2020: Deutsche Hallenmeisterin (Fünfkampf)
- 2020: 3. Platz Deutsche Meisterschaften (Siebenkampf)

international
- 2019: 10. Platz U23-Europameisterschaften (Siebenkampf)
- 2021: 5. Platz Mehrkampf-Meeting Götzis (Siebenkampf)
- 2021: 19. Platz Olympische Sommerspiele